# Елліот Банні
Елліот Банні  (англ. Elliot Bunney, 11 грудня 1966) — британський легкоатлет, олімпійський медаліст.

## Виступи на Олімпіадах
| Олімпіада | Дисципліна              | Місце |
| --------- | ----------------------- | ----- |
| Сеул 1988 | естафета 4 x 100 метрів | 2     |